# Leucanella semicaeca
Leucanella semicaeca är en fjärilsart som beskrevs av William Schaus 1932. Leucanella semicaeca ingår i släktet Leucanella och familjen påfågelsspinnare. Inga underarter finns listade i Catalogue of Life.